# Свенссон, Андерс (гребец)
А́ндерс Ле́ннарт Све́нссон (швед. Anders Lennart Svensson; 9 июня 1977, Кунгэльв) — шведский гребец-байдарочник, выступал за сборную Швеции в 2000—2011 годах. Участник летних Олимпийских игр в Сиднее, бронзовый призёр чемпионата мира, бронзовый призёр чемпионата Европы, победитель многих регат национального и международного значения.

## Биография
Андерс Свенссон родился 9 июня 1977 года в городе Кунгэльве лена Вестра-Гёталанд. Активно заниматься греблей начал с раннего детства, проходил подготовку в местном одноимённом спортивном клубе «Кунгэльвс».
Первого серьёзного успеха на взрослом международном уровне добился в 1997 году, когда попал в основной состав шведской национальной сборной и побывал на чемпионате мира в канадском Дартмуте, откуда привёз награду бронзового достоинства, выигранную в зачёте четырёхместных байдарок на дистанции 500 метров совместно с такими гребцами как Хенрик Андерссон, Нильс-Эрик Йонссон и Хенрик Нильссон — в решающем заезде их обошли только экипажи из Венгрии и Германии. Благодаря череде удачных выступлений удостоился права защищать честь страны на летних Олимпийских играх 2000 года в Сиднее — стартовал в одиночках на пятистах метрах, но сумел дойти лишь до стадии полуфиналов, где финишировал седьмым.
После сиднейской Олимпиады Свенссон остался в основном составе гребной команды Швеции и продолжил принимать участие в крупнейших международных регатах. Так, в 2011 году он выступил на чемпионате Европы в Белграде, где в двойках на двухстах метрах вместе с напарником Кристианом Сванквистом стал бронзовым призёром — в финале лучшими были команды из Великобритании и Белоруссии. Вскоре по окончании этих соревнований принял решение завершить карьеру профессионального спортсмена, уступив место в сборной молодым шведским гребцам.